# Juan Bautista de Arzamendi
Juan Bautista de Arzamendi (Mendarozketa, Zigoitia, 20 de gener de 1635 - Madrid, 30 d'octubre de 1705) va ser un religiós alabès, bisbe electe de Zamora i Pamplona -càrrecs que va refusar- i inquisidor general d'Espanya electe sense arribar a exercir el càrrec a causa de la seva mort.

## Biografia
Prevere, col·legial i llicenciat del Col·legi Major de Santa Cruz de Valladolid i catedràtic de la Universitat de Valladolid. Va ser doctoral de la catedral de Ciudad Rodrigo i fiscal de la de Conca. Va ser fiscal del tribunal de Granada des de 29 de maig de 1670, i ascendit a inquisidor al mateix tribunal dos anys més tard, el 20 de juny de 1672, per passar a ser jutge de béns també a Granada el 28 de març de 1677. Va ser nomenat inquisidor ordinari per als assumptes d'hisenda del tribunal de Cort, nomenat per Diego Sarmiento de Valladares el 4 de març de 1682 i el 1685 ascendia a fiscal del consell al tribunal de Granada, i en va esdevenir consiliari el 13 d'abril de 1686.
El 1699 el llavors inquisidor general, Baltasar de Mendoza y Sandoval, que es trobava descontent per la decisió del Consell de la Inquisició d'absoldre, per unanimitat, dels càrrecs a Froilán Díaz de Llanos, confessor del rei Carles II, imputat d'heretgia per les seves actuacions referents als exorcismes sobre el monarca, el qual creia encantat, va fer que jubilés de forma arbitrària diversos membres del consell, com Antonio Zambrana, Juan Miguélez i el mateix Arzamendi, a més d'empresonar al secretari Domingo de la Cantolla.
Arzamendi va restar retirat de la cort fins a 1704, quan Felip V va reobrir el cas de Froilán Díaz i va cessar a Mendoza del seu càrrec i va restituir els antics càrrecs. A més, el monarca el va voler promoure a la seu episcopal de Pamplona, però Arzamendi va refusar ocupar-la, anys abans Carles II li havia ofert el bisbat de Zamora, que també havia refusat. Després, va ser membre del Consell Suprem del Tribunal de la Inquisició. Arzamendi va ser nomenat Inquisidor General el 1705 per Felip V, però va morir abans d'accedir al càrrec, el 30 d'octubre de 1705.